# ホフマイスターシリーズ
ホフマイスターシリーズ (Hofmeister series) とは、水を構造化させる能力の順にイオンを配列したものである。電解質による水の構造の変化は、タンパク質の溶解度に関する陽イオンおよび陰イオンの影響について研究したドイツの化学者フランツ・ホフマイスターによって初めて解明された。ホフマイスター系列、ホフマイスター順列、ホフマイスター序列、離液順列（りえきじゅんれつ、Lyotropic series）とも呼ばれる。
1888年にホフマイスターは、陰イオンにおいて、塩析に要する最小濃度を比較し、次のような順列を得た。
クエン酸イオン > 酒石酸イオン > 硫酸イオン > 酢酸イオン > Cl- > Br- > NO3- > ClO3- > I- > SCN-
陽イオンは、陰イオンほど大きな差は無いが、だいたい次のようになる。
一価イオン Li+ > Na+ > K+ > Rb+ > Cs+
二価イオン Mg2+ > Ca2+ > Sr2+ > Ba2+
ホフマイスターシリーズの仕組みはまだ完全に明らかになっていないが、水そのものの構造というよりは、イオンとタンパク質、イオンと水の相互作用が変化していると考えられている。
　効果の大きいイオンは溶液の表面張力を増し、非極性溶質の溶解度を下げる。また水の乱雑さを下げて疎水効果を強めている。
効果の小さい　I− や SCN− 、グアニジウムのような カオトロピックイオンや尿素は、むしろ水の乱雑さを増して疎水性相互作用によって折りたたまれた構造を伸ばした状態にする。しかし、こうして変性したタンパク質が凝集するための疎水性相互作用も失われた環境にあるため、タンパク質は沈殿しない。尿素のこの効果は等電点電気泳動に利用されている。またチオシアン酸グアニジンは温和な条件でタンパク質を変性させつつ可溶化して、生体から核酸を分離するために利用されている。